# Yoon Jin-hee
Yoon Jin-hee (4 de agosto de 1986) é uma halterofilista sul-coreana, medalhista olímpica. 

## Carreira
Yoon Jin-hee competiu em Pequim 2008 conquistando a medalha de prata. E na Rio 2016, onde conquistou a medalha de bronze, na categoria até 53 kg.